# Næstved Stadion
Næstved Stadion (MTM Service Park) er et fodboldstadion i Næstved, som er hjemsted for byens fodboldklubber, 1.divisionsklubben Næstved HG kvindeelite og 2.divisionklubben Næstved Boldklub (indtil 1996 Næstved IF).

## Historie
Næstved Stadion blev indviet i 1944 med en kapacitet på 20.000 tilskuere. Stadion er blevet renoveret flere gange. I starten af 1960’erne blev tribunen opført ved hjælp af frivillig arbejdskraft. I 2002 blev slaggebanen fjernet og fodboldbanen flyttet tættere på tribunen. Den modsatte langside med ståpladser blev ligeledes ændret og flyttet tættere på fodboldbanen. Med denne ændring blev den totale tilskuerkapacitet nedsat fra 20.000 til omkring 10.000 - heraf godt 2.000 overdækkede siddepladser.
Udover fodbold er den nu fjernede slaggebane på stadion også tidligere blevet benyttet til speedway, ofte med op imod 20.000 eller flere tilskuere.
I 2019 blev der til en pris af 9.000.000 kr. installeret nyt lysanlæg på Næstved Stadion på 1000 Lux.
Året forinden blev der også installeret varme under græstæppet.

## Tilskuere

### Tilskuerrekord
Den absolutte tilskuerrekord på stadion er 21.504 til et internationalt speedway arrangement den 17. september 1950.
Tilskuerrekorden til fodboldkampe er på 20.315, sat den 16. november 1980, da Næstved IF mødte Kjøbenhavns Boldklub (KB) i den sidste kamp i sæsonen. Kampen var samtidig afgørende for mesterskabets placering. Med en sejr ville Næstved IF sikre sig klubbens første danske mesterskab. Imidlertid udlignede gæsterne i slutningen af kampen til slutresultatet 1-1 og dermed vandt KB deres 15´ende og sidste mesterskab.
Tilskuerrekorder
| Dato       | Tilskuere | Arrangement | Beskrivelse                                           |
| 17.09.1950 | 21.504    | Speedway    | International Ekspertmatch                            |
| 16.11.1980 | 20.315    | Fodbold     | Næstved-KB Guldkampen                                 |
| 20.08.1950 | 18.223    | Speedway    | International Ekspertmatch                            |
| 21.08.1949 | 15.000    | Speedway    | Skandinavisk Ekspertmatch                             |
| 29.05.1950 | 15.000    | Speedway    | International Ekspertmatch                            |
| 02.06.1952 | 14.000    | Speedway    | International Holdmatch                               |
| 02.07.1950 | 12.000    | Speedway    | International Ekspertmatch                            |
| 28.08.1988 | 11.221    | Fodbold     | Næstved-Vejle Preben Elkjærs tilgang                  |
| 15.07.1951 | 11.000    | Speedway    | International Ekspertmatch                            |
| 29.11.1992 | 10.981    | Fodbold     | Næstved-Frem Nedrykningskamp fra Superligaen          |
| 30.11.1958 | 10.426    | Fodbold     | Næstved-B93 Oprykningskamp til 1. division            |
| 05.10.1975 | 10.098    | Fodbold     | Næstved-Køge Topopgør i 1. division                   |
| 10.07.1949 | 10.000    | Speedway    | Første løb på banen nogensinde                        |
| 27.06.1954 | 10.000    | Speedway    | Holdmatch England Sverige Danmark                     |
| 29.03.2002 | 9.710     | Fodbold     | Næstved-FCK Kvartfinale Pokalturneringen              |
| 04.06.1972 | 9.269     | Fodbold     | Næstved-B1903 Topopgør i 1. division                  |
| 16.09.1951 | 9.000     | Speedway    | Dansk Svensk Holdmatch                                |
| 31.10.1971 | 8.649     | Fodbold     | Næstved-Fuglebakken Topopgør i 2. division            |
| 13.08.1972 | 8.230     | Fodbold     | Næstved-Vejle Topopgør i 1. division                  |
| 03.05.1953 | 8.000     | Speedway    | Dansk Svensk Holdmatch                                |
| 02.08.1953 | 8.000     | Speedway    | International Ekspertmatch                            |
| 07.10.1973 | 7.885     | Fodbold     | Næstved-Køge Lokalopgør                               |
| 08.11.1981 | 7.870     | Fodbold     | Næstved-Vejle Næstsidste runde og Næstved lå til guld |
| 08.03.2008 | 7.324     | Fodbold     | Næstved-FCK Kvartfinale Pokalturneringen              |
| 09.05.1954 | 7.000     | Speedway    | Sæsonåbning                                           |
| 01.07.1982 | 7.000     | Speedway    | Med bl.a Ole Olsen, Erik Gundersen og Hans Nielsen    |